# 小行星6531
小行星6531（英語：6531 Subashiri）是一颗围绕太阳公转的小行星。1994年12月28日，小林隆男在大泉町发现了此天体。
这颗小行星的绝对星等为33.68965500386021等。